# Straat van Anián

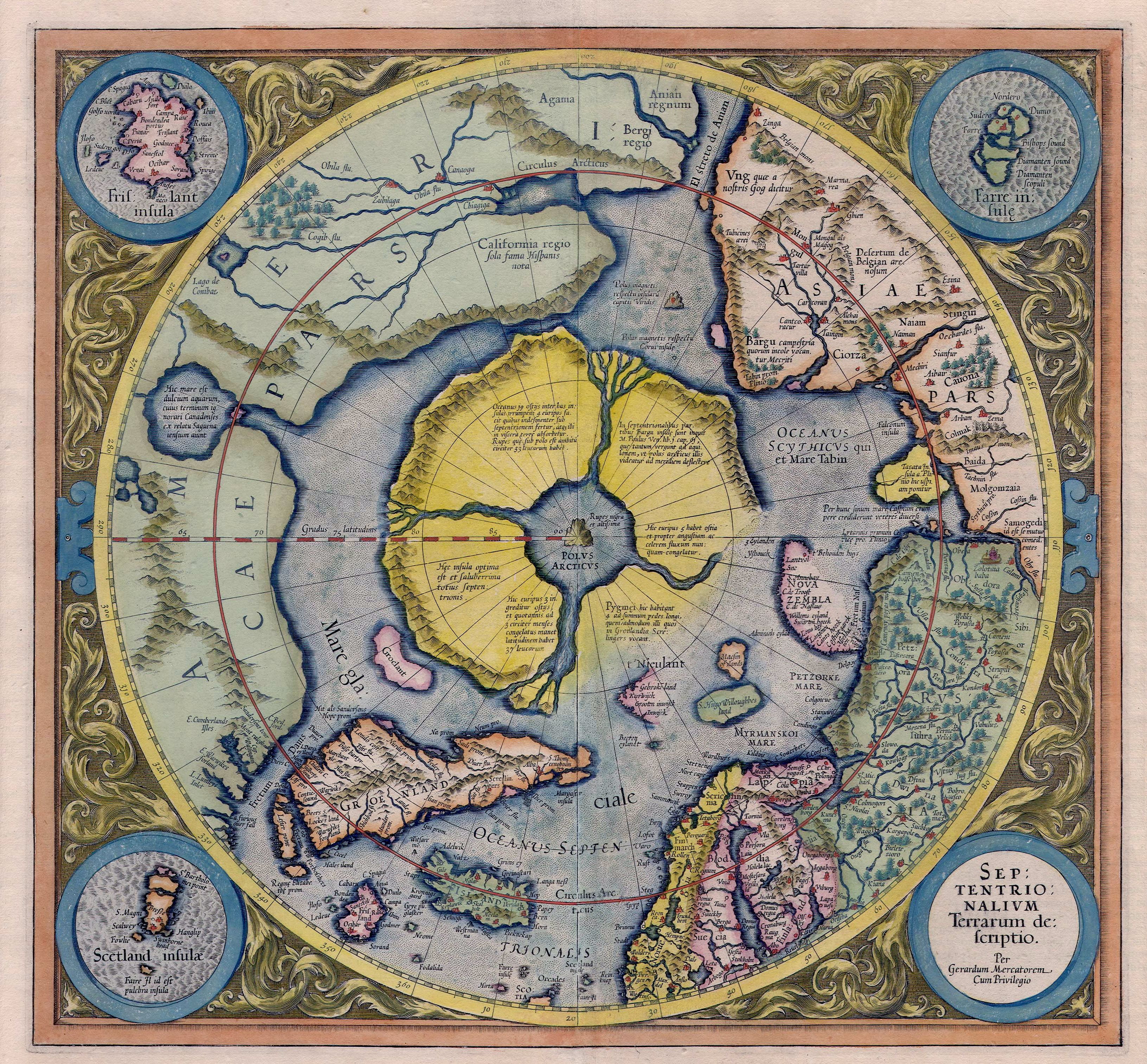
Kaart van de Noordpool door Gerardus Mercator (1595). De Straat Anian is rechtsboven ingetekend. Links daarvan, dus in het westen van Noord-Amerika zou Anian Regnum, het koninkrijk Anian, liggen.

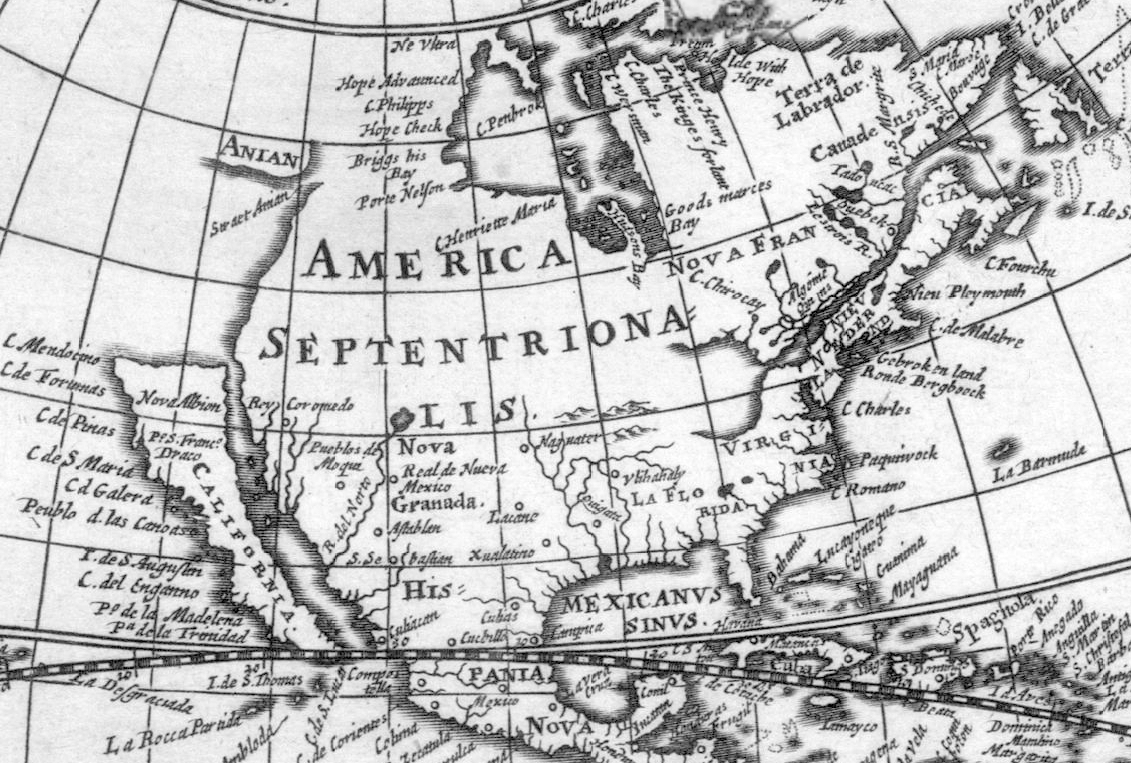
De straat van Anian, linksboven op een kaart van Hugo Allard (1685), suggereert nu de mogelijkheid van een doorgang door Noord-Amerika naar de Hudsonbaai. Links het eiland California, eveneens een cartografische vergissing.

De Straat van Anián was een naam die in de 16e en 17e eeuw werd gebruikt voor een veronderstelde zeestraat aan de westkust van Noord-Amerika. Men dacht dat deze zeestraat deel uitmaakte van de Noordwestelijke Doorvaart, een verbinding tussen de Atlantische Oceaan en de Stille Oceaan. Men neemt aan dat de naam is afgeleid van het koninkrijk Ania, dat door Marco Polo in zijn reisverslag werd beschreven. Een andere mogelijkheid is dat de naam afkomstig is van Gaspar Corte Real. Toen deze de oostkust van de Noord-Amerika in 1500 onderzocht meende hij een doorgang naar het westen gevonden te hebben. Hij noemde dat de Straat van Anian.
De straat werd in 1562 voor het eerst ingetekend op de kaart 'Cosmographia universalis' van de Italiaanse cartograaf Giacomo Gastaldi. Ortelius nam de straat in 1564 over op zijn wereldkaart 'Nova totis terrarum orbis'. Het land Ania of Anián, waaraan de straat zijn naam ontleende, werd door verschillende cartografen dan weer in Amerika gesitueerd (bijvoorbeeld door Mercator), dan weer in Azië (bijvoorbeeld door Ortelius). De straat werd aanvankelijk als onderdeel van de vermoede Noordwestelijke Doorvaart gezien (zie afbeelding van Mercator), maar toen die niet gevonden werd, werd de straat van Anian op andere locaties ingetekend. Frederik de Wit nam bijvoorbeeld op zijn kaart van Noord-Amerika de Straat van Anián op als onderdeel van een route die mogelijk via de Hudsonbaai zou kunnen worden gevonden. Tot de 18e eeuw kwam de naam en doorvaart op kaarten voor, hoewel niet bekend was waar die lag. 
In 1725 trok de in Denemarken geboren Russische ontdekkingsreiziger Vitus Bering vanaf Kamtsjatka door de nauwe zeeweg tussen Azië en Noord-Amerika, die nu naar hem is vernoemd: de Beringstraat. In 1878 wist de Fins-Zweedse poolonderzoeker Adolf Erik Nordenskiöld voor het eerst succesvol de Noordoostelijke Doorvaart langs de kust van Rusland en Siberië te bevaren. In 1906 lukte het Roald Amundsen om Amerika aan de noordkant via het arctisch gebied te omzeilen.
Het koninkrijk Aniá bleek fictie te zijn.